# Barry Pepper
Barry Robert Pepper (ur. 4 kwietnia 1970 w Campbell River) – kanadyjski aktor filmowy, głosowy i telewizyjny, producent filmowy.

## Życiorys

### Wczesne lata
Urodził się w Campbell River, na wyspie Vancouver, w Kolumbii Brytyjskiej jako najmłodszy z trójki synów. Wychowywał się z dwoma starszymi braćmi – Dougiem i Alexem. Jego ojciec był drwalem. W wieku 5 lat spędził trzy lata podróżując z rodziną na łodzi, którą sami zbudowali do takich miejsc jak Fidżi, Tahiti i Nowa Zelandia. Kształcił się w tym czasie w międzynarodowych szkołach publicznych i kursach korespondencyjnych. Jego matka zapisała go na zajęcia baletu, w pewnym momencie uczył się też tańczyć breakdance’a. W 1988 ukończył Georges P. Vanier Secondary School, gdzie grał w rugby, piłkę nożną i baseball.

### Kariera
W 1992 zadebiutował na małym ekranie w dramacie sensacyjnym CBS Zabójcza przyjaźń (A Killer Among Friends) u boku Patty Duke, Tiffani Thiessen i Loretty Swit. Był przesłuchiwany do roli w westernie Tombstone (1993). W 1994 gościł w serialach: M.A.N.T.I.S. i Nieśmiertelny (Highlander: The Series). Wraz z obsadą był nominowany do Nagrody Gildii Aktorów Ekranowych jako Daniel Jackson – żołnierz piechoty w kasowym filmie Stevena Spielberga Szeregowiec Ryan (Saving Private Ryan, 1998) i za występ w dramacie fantasy Franka Darabonta Zielona mila (The Green Mile, 1999).
Jako Jonnie Goodboy Tyler, mieszkaniec odizolowanej wysokogórskiej wioski w filmie science fiction Bitwa o Ziemię (Battlefield Earth, 2000) z Johnem Travoltą otrzymał Złotą Malinę w kategorii najgorszy aktor drugoplanowy. Pojawił się w teledysku grupy Jagged Edge „Goodbye” (2001). Kreacja baseballisty Rogera Marisa w dramacie historycznym HBO 61* (2001) przyniosła mu nominację do nagrody Emmy. W filmie sensacyjnym Synowie mafii (Knockaround Guys, 2001) z Vinem Dieselem zagrał postać syna gangstera (Dennis Hopper) z Brooklynu, którego brudny biznes wymyka się spod kontroli i rozwiązuje problemy z grupą przyjaciół (Vin Diesel). Za rolę Roberta F. Kennedy’ego w miniserialu Rodzina Kennedych (The Kennedys, 2011) został uhonorowany nagrodą Emmy w kategorii „wybitny aktor pierwszoplanowy – miniserial lub film telewizyjny”.

## Życie prywatne
16 listopada 1997 poślubił Cindy Margaret Pepper. Mają córkę Annaliese (ur. 17 czerwca 2000).

## Filmografia

### Filmy
| Rok  | Tytuł                                                                                       | Rola                        |
| ---- | ------------------------------------------------------------------------------------------- | --------------------------- |
| 1992 | Zabójcza przyjaźń (A Killer Among Friends, TV)                                              | Mickey Turner               |
| 1995 | Córeczka Johnny’ego (Johnny's Girl, TV)                                                     | Jimmy Zee                   |
| 1996 | Titanic (TV)                                                                                | Harold Bride                |
| 1996 | Safari na IX piętrze (Urban Safari)                                                         | Rico                        |
| 1998 | Szeregowiec Ryan (Saving Private Ryan)                                                      | szeregowy Daniel Jackson    |
| 1998 | Ognista burza (Firestorm)                                                                   | Packer                      |
| 1998 | Wróg publiczny (Enemy of the State)                                                         | David Pratt                 |
| 1999 | Zielona mila (The Green Mile)                                                               | Dean Stanton                |
| 2000 | Bitwa o Ziemię (Battlefield Earth)                                                          | Jonnie Goodboy Tyler        |
| 2000 | We All Fall Down                                                                            | John                        |
| 2001 | Synowie mafii (Knockaround Guys)                                                            | Matty Demaret               |
| 2001 | 61* (TV)                                                                                    | Roger Maris                 |
| 2002 | 25. godzina (25th Hour)                                                                     | Frank Slaughtery            |
| 2002 | Byliśmy żołnierzami (We Were Soldiers)                                                      | Joseph L. Galloway          |
| 2003 | Zimne piekło (The Snow Walker)                                                              | Charlie Halliday            |
| 2004 | Dale Earnhardt: mistrz kierownicy (3: The Dale Earnhardt Story, TV)                         | Dale Earnhardt              |
| 2005 | Trzy pogrzeby Melquiadesa Estrady (The Three Burials of Melquiades Estrada)                 | Mike Norton                 |
| 2005 | Wspaniałe pustkowie. Spacer po Księżycu 3D (Magnificent Desolation: Walking on the Moon 3D) | John Young (głos)           |
| 2005 | Podstępny Ripley (Ripley Under Ground)                                                      | Thomas „Tom” Ripley         |
| 2006 | Sztandar chwały (Flags of Our Fathers)                                                      | sierżant Michael Strank     |
| 2006 | Nieznani (Unknown)                                                                          | Rancher Shirt               |
| 2008 | Siedem dusz (Seven Pounds)                                                                  | Dan Morris                  |
| 2009 | Princess Ka'iulani                                                                          | Lorrin A. Thurston          |
| 2009 | Jak dmuchawce na wietrze (Like Dandelion Dust)                                              | Rip Porter                  |
| 2010 | W krainie pieniądza (Casino Jack)                                                           | Michael Scanlon             |
| 2010 | Prawdziwe męstwo (True Grit)                                                                | „Lucky” Ned Pepper          |
| 2010 | Gdy miłość to za mało (When Love Is Not Enough: The Lois Wilson Story, TV)                  | Bill W.                     |
| 2012 | Wątpliwości (To the Wonder)                                                                 | ks. Barry                   |
| 2013 | Władza (Broken City)                                                                        | Jack Valliant               |
| 2013 | Infiltrator (Snitch)                                                                        | agent Cooper                |
| 2013 | Jeździec znikąd (The Lone Ranger)                                                           | kapitan Jay Fuller          |
| 2014 | Wyrok za prawdę (Kill the Messenger)                                                        | Russell Dodson              |
| 2015 | Więzień labiryntu: Próby ognia (Maze Runner: The Scorch Trials)                             | Vince                       |
| 2017 | Monster Trucks                                                                              | Rick Lovick, lokalny szeryf |
| 2017 | Gorzkie żniwa (Bitter Harvest)                                                              | Yaroslav                    |
| 2018 | Więzień labiryntu: Lek na śmierć (Maze Runner: The Death Cure)                              | Vince                       |
| 2019 | Pełzająca śmierć                                                                            | David Keller                |

### Seriale TV
- 1993–1996: Madison jako Mick Farleigh
- 1994: Neon Rider jako Jason
- 1994: M.A.N.T.I.S. jako Clayton Kirk
- 1995: Nieśmiertelny (Highlander: The Series) jako Michael Christian
- 1995: Sliders jako Skidd
- 1995: Lonesome Dove: The Series jako Cam
- 1996: Lonesome Dove: The Outlaw Years jako Jake
- 1996: Gliniarz z dżungli jako Kurt Hessman
- 1996: Viper jako Johnny Hodge

### Gry komputerowe
- 2009: Prototype jako Alex Mercer (głos)
- 2009: Call of Duty: Modern Warfare 2 jako kapral armii Dunn (głos)